# 水晶宮站
水晶宫站（英語：Crystal Palace railway station）是伦敦地上铁东伦敦线水晶宮支線的一座车站，位于伦敦的劉易舍姆區，属于第3收费区和第4收费区。此外，南方鐵路也使用本站。

## 概况
本站位于阿納利，位於水晶宫與彭奇的交界處。車站旁邊為1851年從海德公園搬至錫德納姆山的水晶宮。車站內部擁有3部電梯

## 歷史
1854年6月10日，本站開通，為了與附近的水晶宮站 (高階)區分開，車站名稱為水晶宮站 (低階)。本站的2個站台曾在1970年代拆除，但在2010年5月23日，本站劃入至東倫敦線後，這2個站台恢復使用。2002年，車站耗資400萬英鎊進行了大規模翻新工程。2012年，車站再次整修，拆除了1980年代建成的售票廳。2015年，北側4個站台被加蓋了屋頂。

## 其他
本站有進行無障礙設施的改造計劃，有拆除1、2站台之間的人行天橋和新建1站台的計劃。但因資金問題，這項工程在晚於2010年方能啟動。

## 列車服務
非高峰時間：
- 1.經斯特里漢姆山站、西克羅伊登站往返薩頓站和維多利亞站，每小時2班
- 2.往返倫敦橋站和維多利亞站，每小時2班
- 3.往返倫敦橋站和贝肯翰姆交汇站，每小時2班
- 4.經新十字門站、白教堂站往返本站和海布里及伊斯灵顿站，每小時4班

注：高峰期有替代路線，路線2在週日不運行，週日路線3以本站為終點，路線1在週一至週五的深夜服務會延伸至埃普索姆站。至海布里及伊斯灵顿站的亦會在夜間和假日服務。